# Nacer Barazite
Nacer Barazite (Arnhem, 27 mei 1990) is een Nederlands-Marokkaans voetballer die bij voorkeur als aanvaller speelt.

## Clubcarrière
Barazite startte zijn carrière bij RKHVV in Huissen, waarna hij de overstap maakte naar N.E.C.. Bij deze club zou hij enkel in de jeugd spelen. In 2006 verhuisde Barazite naar Arsenal, waar hij regelmatig in het Under-18 en reserve-team speelde. In september 2007 tekende hij zijn eerste professionele contract. Barazite deed het daar uitstekend, in seizoen 2007/2008 is hij uitgeroepen tot speler van het jaar. Ook speelde Barazite al enkele wedstrijden in de Carling Cup voor Arsenal. Daarnaast maakt Nacer Barazite deel uit van Nederlandse jeugdteams waar hij onder andere uitkwam voor het Nederlands voetbalelftal onder 17, onder 18 en onder 19.
In het seizoen 2008/09 werd Barazite voor een half jaar verhuurd aan Derby County, dat in de Championship uitkwam. Hier zou hij ervaring op kunnen doen in officiële wedstrijden. Rond de jaarwisseling werd bekend dat deze periode verlengd werd tot het einde van het seizoen. In het seizoen 2010/2011 werd Barazite verhuurd, ditmaal aan Vitesse uit Arnhem.
Op 31 januari 2011, de slotdag van de winterse transferperiode, tekende Barazite een contract tot medio 2013 bij de Oostenrijkse club Austria Wien. Hier speelde hij tweede goede, halve, seizoenen, waarmee hij een transfer naar AS Monaco verdiende. In januari 2012 tekende hij daar een contract tot 2016. Dit verblijf zou echter op een mislukking uitlopen. In zijn eerste seizoen kwam hij slechts tot zeven wedstrijden en nadat hij in zijn tweede seizoen tot de winterstop tot slechts 4 wedstrijden was gekomen, liet hij zich terug verhuren aan zijn oude club Austria Wien, dat tevens een optie tot koop bedong. Met Austria Wien werd hij, hoewel hij door een knieblessure slechts 5 duels in actie kwam, kampioen van Oostenrijk. Bij terugkomst in Monaco moest Barazite een knieoperatie ondergaan. In januari 2014 werd hij weer fit verklaard en speelde hij weer enkele wedstrijden in het tweede elftal. Hij belandde echter op een zijspoor en kwam in het seizoen 2013/14 geheel niet in actie voor het eerste elftal.
In de zomerstop van 2014 sloot hij zich aan bij FC Utrecht, waar hij een contract voor drie jaar tekende.
In de zomer van 2017 tekende Barazite een contract voor drie jaar bij Malatyaspor uit Turkije. In de zomer van 2018 ging hij in de Verenigde Arabische Emiraten spelen bij Al-Jazira Club. In juni 2019 ging Barazite naar het Thaise Buriram United. Medio 2020 werd zijn tot eind 2021 doorlopend contract ontbonden.

## Statistieken
| Seizoen | Club              | Competitie     | Wedstrijden | Doelpunten |
| ------- | ----------------- | -------------- | ----------- | ---------- |
| 2007/08 | Arsenal           | Premier League | 0           | 0          |
| 2008/09 | → Derby County FC | Championship   | 30          | 1          |
| 2009/10 | Arsenal           | Premier League | 0           | 0          |
| 2010/11 | → Vitesse         | Eredivisie     | 9           | 0          |
| 2010/11 | FK Austria Wien   | Bundesliga     | 16          | 4          |
| 2011/12 | FK Austria Wien   | Bundesliga     | 18          | 8          |
| 2011/12 | AS Monaco         | Ligue 2        | 7           | 0          |
| 2012/13 | AS Monaco         | Ligue 2        | 4           | 0          |
| 2012/13 | → FK Austria Wien | Bundesliga     | 5           | 1          |
| 2013/14 | AS Monaco         | Ligue 1        | 0           | 0          |
| 2014/15 | FC Utrecht        | Eredivisie     | 16          | 2          |
| 2015/16 | FC Utrecht        | Eredivisie     | 32          | 8          |
| 2016/17 | FC Utrecht        | Eredivisie     | 27          | 6          |
| 2016/17 | Jong FC Utrecht   | Eerste divisie | 2           | 1          |
| 2017/18 | Malatyaspor       | Süper Lig      | 15          | 2          |
| 2018/19 | Al-Jazira Club    | VAE Liga       | 23          | 4          |
| 2019    | Buriram United    | Thai League 1  | 14          | 6          |
| Totaal  | Totaal            | Totaal         | 218         | 43         |

## Erelijst
Austria Wien
- Landskampioen

2012/13